# Lợn Hạ Lang
Lợn Hạ Lang là một giống vật nuôi Việt Nam có từ lâu đời ở tỉnh Cao Bằng, đây là nguồn gen bản địa được phát hiện và bảo tồn từ năm 2007, hiện nay, 60% giống lợn này được sử dụng làm nái nền trong ngành chăn nuôi lợn của thành phố Cao Bằng. Đặc điểm ngoại hình của lợn Hạ Lang có nhiều điểm giống với giống lợn Móng Cái. Lợn có da mỏng, mõm bẹ, ngắn lưng, phàm ăn; có khoang yên ngựa trên thân, trán có đốm trắng, da bụng trắng, 4 chân trắng; đẻ nhiều và có tỉ lệ mỡ cao.